# تيدوفيريه
تيدوفيريه (بالإستونيَّة: Tiduvere)، قرية تتبع دائرة ماريما في مقاطعة رابلا غرب إستونيا.